# Xenomugil thoburni
Xenomugil thoburni és una espècie de peix marí de la família dels mugílids i de l'ordre dels mugiliformes.

## Particularitats
Xenomugil thoburni és l'única espècie del gènere Xenomugil.

## Morfologia
- Els adults poden assolir fins a 29,5 cm de longitud total.[3][4]

## Reproducció
És ovípar i els ous són pelàgics.

## Hàbitat
És un peix marí i de clima tropical.

## Distribució geogràfica
Es troba al Pacífic oriental: des de Guatemala fins al Perú, incloent-hi Panamà i les Illes Galápagos.

## Observacions
És inofensiu per als humans.